# Erweitertes Periodensystem
Das erweiterte Periodensystem wurde 1969 von Glenn T. Seaborg vorgestellt. Im Großen und Ganzen entspricht es dem bisherigen Periodensystem in Funktion und Aufbau, ergänzt dieses jedoch um Elemente mit Ordnungszahlen größer als 118 und rückt weitere Nebengruppen ein. Da diese zusätzlichen Elemente noch nicht erzeugt wurden, haben sie vorerst systematische Elementnamen. Außerdem ist es streng nach Belegung der Elektronenorbitale sortiert, weshalb sich beispielsweise Helium (He) auf der linken Seite, rechts neben Wasserstoff (H) findet und nicht ganz rechts über Neon (Ne).

## Kernphysik
Von einer Erzeugung der in diesem Schema zusätzlich berücksichtigten Elemente mit Ordnungszahlen jenseits 118 ist nichts bekannt. Ihre Erzeugbarkeit durch Kernfusion gilt jedoch aufgrund theoretischer Überlegungen als sehr wahrscheinlich. Es wird erwartet, dass diese Elemente mit Halbwertszeiten unterhalb einer Sekunde zerfallen. Einige dieser Elemente sind vermutlich relativ langlebig im Verhältnis zu ihren Nachbarn, da sie auf Inseln der Stabilität liegen. Im eigentlichen Sinne „stabile“ superschwere Elemente liegen aber nicht im Bereich dessen, was erwartet wird.
Anomalien und Eigentümlichkeiten, die erst bei größeren Ordnungszahlen eintreten würden (z. B. ab 300 oder 500), können noch nicht zuverlässig vorhergesagt werden.
Historisch wurden Neutronensterne mit sehr großen Atomen mit Ordnungszahlen in vielen Zehnerpotenzen verglichen, was aber aufgrund der zusätzlich daran beteiligten physikalischen Phänomene (Gravitation, Plasmabildung) als unzulässig gilt.

## Chemie
Es wird vermutet, dass die Elemente mit Ordnungszahlen größer als 118 den bekannten Gesetzmäßigkeiten der Elemente niedrigerer Ordnungszahlen folgen. Allerdings ist ihre vermutete Lebensdauer zu kurz und die herstellbare Menge zu gering, um chemische oder die meisten physikalischen Eigenschaften (z. B. den Aggregatzustand) beobachten zu können.
Es wird erwartet, dass bei den Elementen 123 bis 140 nach und nach die 5g-Orbitale und bei den Elementen 122 und 141 bis 153 die 6f-Orbitale aufgefüllt werden. Glenn T. Seaborg prägte für die gemeinsame Gruppe der 5g- und 6f-Elemente den Begriff Superactinoide. Diese Elemente werden ähnlich den Lanthanoiden und Actinoiden eingerückt oder abseits dargestellt. Ähnlich wie bereits bei den Lanthanoiden und Actinoiden ist die genaue Zuordnung zu den Superactinoiden aber auch in der Fachliteratur nicht einheitlich.
Generell wird erwartet, dass die chemischen Eigenschaften der schwersten Elemente aufgrund des relativistischen Effekts nicht unbedingt den Trends der vorhergehenden Perioden folgen müssen. Insofern ist die Zuordnung zu einzelnen Gruppen des Periodensystems eine rein formale Zuordnung, solange keine experimentellen Daten vorliegen.

## Das erweiterte Periodensystem
Die untenstehende Tabelle zeigt das Periodensystem in der achten Periode gemäß Seaborgs Annahmen.
Unter Verwendung des Bohrschen Atommodell würde die Ordnungszahl Z = 137 eine maximale Grenze darstellen, da in diesem Modell die Geschwindigkeit v des Elektrons auf der innersten Bahn gegeben ist durch v = Z·α·c, bei Z > 137 müsste die Geschwindigkeit des Elektrons höher als die Vakuumlichtgeschwindigkeit c liegen. Für so hohe Ordnungszahlen müssen jedoch Effekte der relativistischen Quantenmechanik beachtet werden: Nach Berechnungen mithilfe der Dirac-Gleichung ergibt sich eine maximale Grenze erst in einem Bereich um Z = 170.
Bei den Elementen der achten Periode ist festzustellen, dass gemäß Nefedov bereits bei Element 159 im Grundzustand das erste 9s-Elektron besetzt ist. Im auf relativistischen Hartree-Fock-Slater-Berechnungen basierenden Modell von Fricke et al. (1971) und dem wie bei Nefedov auf Dirac-Fock-Berechnungen basierenden Modell von Pyykkö (2011) endet die achte Periode dann erst mit Element 172, dem diese Autoren Edelgas-Verhalten zusprechen, bei dem dann aber bereits zwei 9s- und zwei 9p-Elektronen besetzt sind.
Man beachte, dass sich in der achten Periode die Energiebereiche der 5g-, 6f-, 7d- und 8p-Elektronen so dicht aneinander befinden bzw. sich überlappen, dass eine direkte Zuordnung von 123 zu 5g1, 124 zu 5g2 etc., wie sie in der Tabelle unten suggeriert wird, nicht möglich ist. Siehe dazu Chemische Elemente der achten Periode#Liste, wo einige der berechneten Elektronenkonfigurationen aus Nefedov et al. aufgelistet sind.
| Periode | s1      | s2      |         |         |         |         |         |         |         |         |         |         |         |         |         |         |         |         |         |         |         |         |         |         |         |         |         |         |         |         |         |         |         |         |         |         |         |         |         |         |         |         |         |         |         |         |         |         |         |         | Periode |
| 1       | 1 H     | 2 He    |         |         |         |         |         |         |         |         |         |         |         |         |         |         |         |         |         |         |         |         |         |         |         |         |         |         |         |         |         |         |         |         |         |         |         |         |         |         |         |         |         |         | p1      | p2      | p3      | p4      | p5      | p6      | 1       |
| 2       | 3 Li    | 4 Be    |         |         |         |         |         |         |         |         |         |         |         |         |         |         |         |         |         |         |         |         |         |         |         |         |         |         |         |         |         |         |         |         |         |         |         |         |         |         |         |         |         |         | 5 B     | 6 C     | 7 N     | 8 O     | 9 F     | 10 Ne   | 2       |
| 3       | 11 Na   | 12 Mg   | d1      |         |         |         |         |         |         |         |         |         |         |         |         |         |         |         |         |         |         |         |         |         |         |         |         |         |         |         |         |         |         |         |         | d2      | d3      | d4      | d5      | d6      | d7      | d8      | d9      | d10     | 13 Al   | 14 Si   | 15 P    | 16 S    | 17 Cl   | 18 Ar   | 3       |
| 4       | 19 K    | 20 Ca   | 21 Sc   |         |         |         |         |         |         |         |         |         |         |         |         |         |         |         |         |         |         |         |         |         |         |         |         |         |         |         |         |         |         |         |         | 22 Ti   | 23 V    | 24 Cr   | 25 Mn   | 26 Fe   | 27 Co   | 28 Ni   | 29 Cu   | 30 Zn   | 31 Ga   | 32 Ge   | 33 As   | 34 Se   | 35 Br   | 36 Kr   | 4       |
| 5       | 37 Rb   | 38 Sr   | 39 Y    | f1      |         |         |         |         |         |         |         |         |         |         |         |         |         |         |         |         |         |         | f2      | f3      | f4      | f5      | f6      | f7      | f8      | f9      | f10     | f11     | f12     | f13     | f14     | 40 Zr   | 41 Nb   | 42 Mo   | 43 Tc   | 44 Ru   | 45 Rh   | 46 Pd   | 47 Ag   | 48 Cd   | 49 In   | 50 Sn   | 51 Sb   | 52 Te   | 53 I    | 54 Xe   | 5       |
| 6       | 55 Cs   | 56 Ba   | 57 La   | 58 Ce   |         |         |         |         |         |         |         |         |         |         |         |         |         |         |         |         |         |         | 59 Pr   | 60 Nd   | 61 Pm   | 62 Sm   | 63 Eu   | 64 Gd   | 65 Tb   | 66 Dy   | 67 Ho   | 68 Er   | 69 Tm   | 70 Yb   | 71 Lu   | 72 Hf   | 73 Ta   | 74 W    | 75 Re   | 76 Os   | 77 Ir   | 78 Pt   | 79 Au   | 80 Hg   | 81 Tl   | 82 Pb   | 83 Bi   | 84 Po   | 85 At   | 86 Rn   | 6       |
| 7       | 87 Fr   | 88 Ra   | 89 Ac   | 90 Th   | g1      | g2      | g3      | g4      | g5      | g6      | g7      | g8      | g9      | g10     | g11     | g12     | g13     | g14     | g15     | g16     | g17     | g18     | 91 Pa   | 92 U    | 93 Np   | 94 Pu   | 95 Am   | 96 Cm   | 97 Bk   | 98 Cf   | 99 Es   | 100 Fm  | 101 Md  | 102 No  | 103 Lr  | 104 Rf  | 105 Db  | 106 Sg  | 107 Bh  | 108 Hs  | 109 Mt  | 110 Ds  | 111 Rg  | 112 Cn  | 113 Nh  | 114 Fl  | 115 Mc  | 116 Lv  | 117 Ts  | 118 Og  | 7       |
| 8       | 119 Uue | 120 Ubn | 121 Ubu | 122 Ubb | 123 Ubt | 124 Ubq | 125 Ubp | 126 Ubh | 127 Ubs | 128 Ubo | 129 Ube | 130 Utn | 131 Utu | 132 Utb | 133 Utt | 134 Utq | 135 Utp | 136 Uth | 137 Uts | 138 Uto | 139 Ute | 140 Uqn | 141 Uqu | 142 Uqb | 143 Uqt | 144 Uqq | 145 Uqp | 146 Uqh | 147 Uqs | 148 Uqo | 149 Uqe | 150 Upn | 151 Upu | 152 Upb | 153 Upt | 154 Upq | 155 Upp | 156 Uph | 157 Ups | 158 Upo | 159 Upe | 160 Uhn | 161 Uhu | 162 Uhb | 163 Uht | 164 Uhq | 165 Uhp | 166 Uhh | 167 Uhs | 168 Uho | 8       |

| s-Block | p-Block | d-Block | f-Block | g-Block |